# Phyllotis anitae
Phyllotis anitae (Філотіс Аніти) — вид гризунів з родини хом'якових (Cricetidae). 

## Етимологія
Вид був названий на честь американського зоолога Аніти К. Пірсон англ. Anita Kelley Pearson, дружини зоолога Олівера П. Пірсона, яка була активною в галузі зоології й широко супроводжувала чоловіка.

## Проживання
Він знаходиться в північно-західній Аргентині в провінції Тукуман. Знаходяться у високому гірської лісі Юнгас.

## Звички
Веде наземний і нічний спосіб життя.

## Загрози та охорона
Надмірний випас худоби і перетворення місць проживання в сільськогосподарську діяльність. Не був знайдений в будь-якому районі, що охороняється.